# Kizuna (chanson d'Aya Matsuura)
Pour les articles homonymes, voir Kizuna.
Singles de Aya Matsuura
Egao
(2007) Chocolate Damashii
(2009)
 Kizuna  (きずな) est le 20e single en solo de Aya Matsuura, sorti le 21 mai 2008 au Japon sous le label Zetima dans le cadre du Hello! Project.

## Présentation
Le single atteint la 20e place du classement de l'Oricon. Il se vend à 6 007 exemplaires la première semaine, et reste classé pendant 3 semaines, pour un total de 7 623 exemplaires vendus. C'est alors son disque le moins vendu. Il sort également en format "Single V" (DVD). Un site officiel consacré au disque est ouvert.
C'est son unique disque sorti en 2008. La chanson-titre du single a été utilisé comme thème d'encouragement officiel pour les 4e jeux olympiques spéciaux d'hiver de 2008 au Japon. Elle figurera d'abord sur la compilation de fin d'année du Hello! Project Petit Best 9, puis sur le cinquième album original de Matsuura Omoi Afurete de 2009.
La chanson en "face B", Hitori, avait déjà été interprétée sur son album spécial Naked Songs en 2006 ; elle est ré-enregistrée pour figurer sur ce single ; elle sera à nouveau ré-interprétée sur son album spécial Click You Link Me en 2010.

## Liste des titres
| 1. | Kizuna (きずな)         | Reiko Yukawa   | Akira Miyagawa | Keiroku Araki | 4:35 |
| 2. | Hitori (single version) | Yuuta Nakano   | Yuuta Nakano   | Yuuta Nakano  | 3:40 |
| 3. | Kizuna (きずな)         | (instrumental) | Akira Miyagawa | Keiroku Araki | 4:30 |

| 1. | Kizuna (きずな)                                 |  |
| 2. | Kizuna (Close-up Ver.) (きずな (Close-up Ver.)) |  |
| 3. | Making of (メイキング映像)                      |  |